# Gwurra astarte
Gwurra astarte är en insektsart som beskrevs av Rauno E. Linnavuori 1973. Gwurra astarte ingår i släktet Gwurra och familjen Caliscelidae. Inga underarter finns listade i Catalogue of Life.